# 吉岡大輔 (アナウンサー)
吉岡 大輔（よしおか だいすけ、1974年5月8日 - ）は、NHKのチーフアナウンサー。

## 人物
滋賀県守山市出身。灘高等学校を経て、東京大学法学部を卒業後、1998年（平成10年）4月に入局。

## 現在の担当番組・業務
- 宮城県・東北地方のニュース
- てれまさ（ニュースリーダー）
- ニュースてれまさ845
- ニュースてれまさ645
- デスク業務

## 過去の担当番組・業務
長野放送局時代
- 長野県のニュース

和歌山放送局時代
- 和歌山県のニュース

札幌放送局時代
- NHKニュースおはよう北海道（キャスター：2007年度）
- さわやか自然百景（ナレーション）
- 北海道中ひざくりげ（2008年5月：由仁町、2009年7月：仁木町）
- 囲碁・将棋ジャーナル（2011年まで）（不規則交替）

岡山放送局時代
- ニュースコア6岡山（2010年3月29日-番組終了）
- 岡山ニュース845（不定期）
- 「竜王戦」、「将棋名人戦」の中継（不定期）

大津放送局時代
- おうみ発630（キャスター）
- おうみ845（不定期）

ラジオセンター（ディレクター）時代
- NHKジャーナル（ディレクター・リポーター）

徳島放送局時代（2020年8月-2024年7月）
- 徳島県のニュース
- とくしまニュース845（不定期）
- 放送部副部長（2020年8月-2023年3月）→コンテンツセンターアナウンスグループ統括（2023年4月-2024年7月）
- 番組統括業務（2020年8月-2024年7月）
- とく6徳島（編集責任、キャスター代行）
- ひるどき四国・徳島（編集責任者）
- あわとく（編集責任者）
- あわ☆メロR（編集責任者）
- 徳島放送局制作番組の編集責任者
- 緊急報道（徳島放送局発）